# Johan Erik Vesti Boas

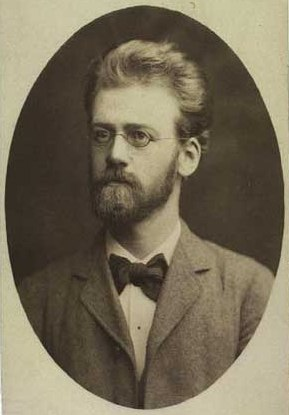
Johan Erik Vesti Boas, ca. 1895, por Harald Paetz

Johan Erik Vesti Boas (2 de julio de 1855 – 25 de enero de 1935), conocido también como J.E.V. Boas, fue un naturalista, zoólogo, y botánico danés; quien fue discípulo de Carl Gegenbaur y de Steenstrup. Durante el comienzo y el final de su carrera científica, Johan Erik Vesti Boas trabajó en el Museo Zoológico de Copenhague. Y por más de 35 años, Boas laboró en la Universidad de Veterinaria y de Agricultura de Copenhague, pues Boas había sido ignorado en la designación del puesto de conservador del museo, que fue, en cambio, para G.M.R. Levinsen (q.v.).

## Algunas publicaciones
- johan erik Vesti Boas, simon Paulli. 1908. The elephant's head: studies in the comparative anatomy of the organs of the head of the Indian elephant and other mammals ... Volumen 1 de The Elephant's Head. Editor	Sold by G. Fischer, 2 pp.

### Libros
- johan erik Vesti Boas. 1923. Dansk forstzoologi: Anden, forøgede udgave med 638 illustrationer i teksten og 32 tavler (Zoología Danesa: segunda edición, mejorada con 638 ilustraciones en el texto y 32 tablas. 2ª edición de Gyldendalske boghandel, 761 pp.

- --------------------------. 1922. Lehrbuch der zoologie für studierende (Libro de texto de zoología para estudiantes). 9.ª edición de G. Fischer, 1.035 pp.

- --------------------------, simon Paulli. 1908. The facial muscles and the proboscis: with seventeen plates in colours. Parte 1 de Elephant's head. Editor	Fischer, 68 pp.

- --------------------------. 1896. Text book of zoology. Editor Sampson Low, Marston, 558 pp.

- --------------------------, emil Bethge, emil Harless, wilhelm Aly, gustav Eisen. 1886. Monographie über den Einfluss der Gase auf die Form der Blutkörperchen von Rana temporaria. Circulatory - Amphibia, John Muller. Con Ferdinand Hochstetter, G. S. Hopkins, Otto Frederic Kampmeier, Paul Langerhans, Friedrich Maurer, Friedrich Meves, William Snow Miller, John Muller, Carl Rabl, Kathleen K. Oliver, Hugo Rex, Piotr Slonimski, Theodore H. Romeiser, Anne Barrows Seelye, Stephen Riggs Williams. Editor C. Heyder, 48 pp. en línea

## Honores

### Epónimos
- Trizocheles boasi Forest, 1987
- Paromolopsis boasi
- La abreviatura «Boas» se emplea para indicar a Johan Erik Vesti Boas como autoridad en la descripción y clasificación científica de los vegetales.[2]

## Abreviatura (zoología)
La abreviatura Boas  se emplea para indicar a Johan Erik Vesti Boas como autoridad en la descripción y taxonomía en zoología.